# Silencio, vivimos
Silencio... ¡Vivimos! fue una serie de Adolfo Marsillach de 31 episodios de 30 minutos de estructura antológica emitida del 13 de octubre de 1962 al 25 de mayo de 1963 en la Primera Cadena de TVE los sábados a las 22 horas. La realización corrió a cargo de Pedro Amalio López.

## El título
El título correcto es Silencio... ¡Vivimos! , el mismo que se usó en la edición de los guiones. Dice en el primer capítulo:
La vida está aquí. Vengan ustedes conmigo a contemplarla. Vamos a reírnos muchas veces y a llorar también de cuando en cuando. Alejémonos de nosotros mismo. Convirtámonos en espectadores. El humor, la poesía, el drama están más allá de esta puerta. Solo hay tener el valor de abrirla. Síganme. Denme la mano. Veamos qué hay más allá, en el más allá de nuestra vida de todos los días. Adelante. De puntillas. No hagamos ruido. Silencio... ¡Vivimos! 

## Argumento
A través de distintos personajes, cada capítulo cuenta las incomprensiones y molestias de la aventura de vivir.

## Reparto
Adolfo Marsillach, Julia Gutiérrez Caba, Luis Varela, María Dolores Pradera, Luis Varela, Amparo Baró, María Toray, Luis Morris, Venancio Muro, Mauricio Lapeña, Elena Espejo, Teresa del Río, Maite Blasco, Arturo López, Daniel Dicenta…

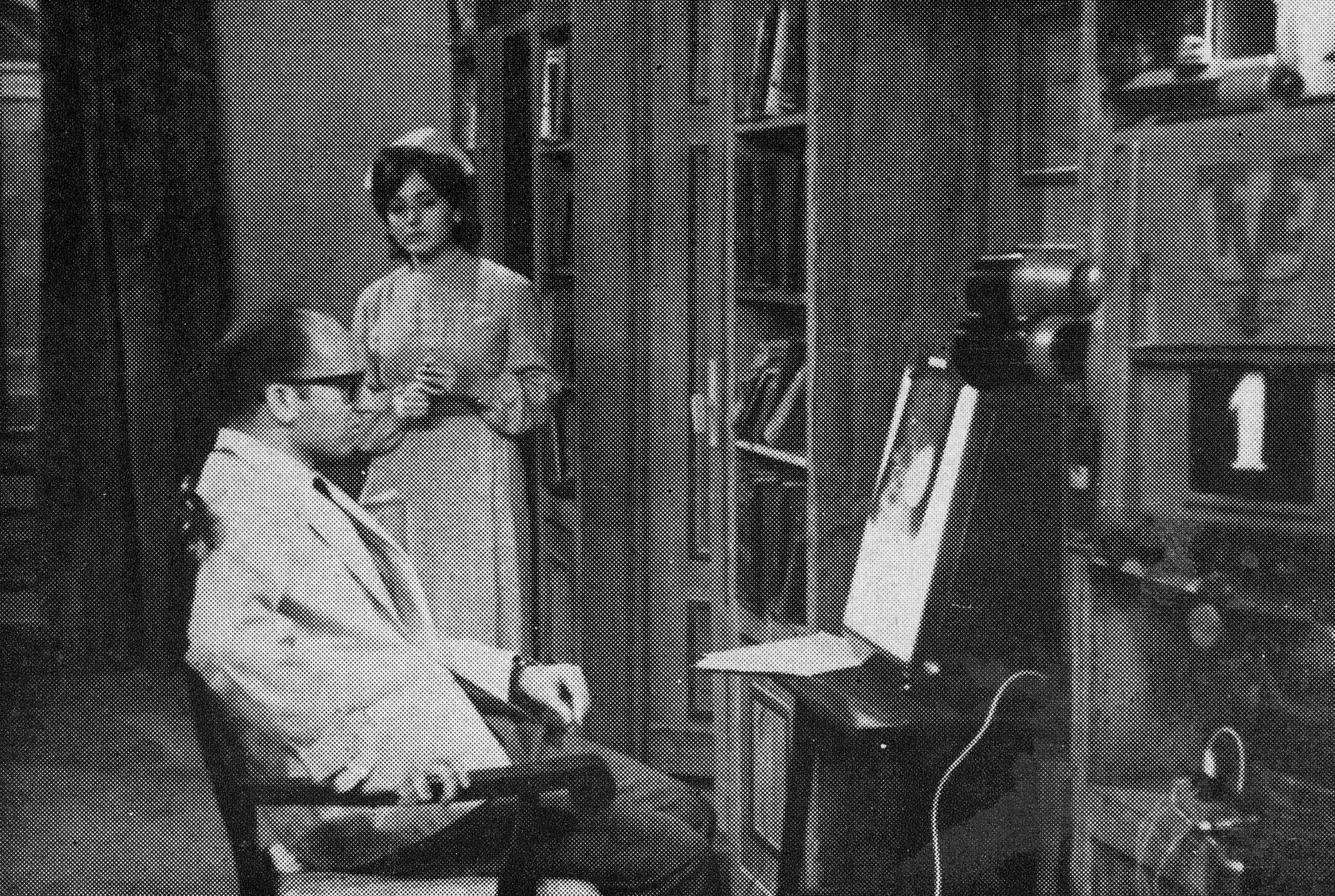
Episodio Un caso clínico.

Del episodio Un caso clínico, emitido el 27 de octubre de 1962, Pedro Nerva escribió:
En Silencio... ¡Vivimos! , Adolfo Marsillach aplicó su finísima ironía al caso del enfermo que llega a morir de la enfermedad que no parece en la realidad, a causa de un error del ayudante del médico.
Es un tema apasionante, con visos de realidad, también, que contrasta con el tema de Tercero Izquierda, ya descrito [dramático escrito por Noel Clarasó que se emite antes], en el que la mujer -visita de todos los sábados- que dice haber sufrido todo género de dolencias, sobrevive para fastidiar al prójimo. En cambio al hombre -en el espacio de Marsillach- una sola enfermedad, aunque supuesta, le lleva a la tumba.

Ambos espacios, en contraste, propuestos y realizados uno detrás de otro el mismo sábado, como dos caras de una misma moneda constituyeron una unidad viva, repleta de sugestiones y puntos de meditación.
Del episodio El matrimonio, emitido el 27 de abril de 1963, Viriato escribió:
Adolfo Marsillach logró nuevamente crear en su Silencio... ¡Vivimos!  una joya de valor extraordinario. Ternura poesía, intención alegría, optimismo e intimismo -¡tan importante en televisión!- fueron servidos por obra y gracia de Marsillach a través de un guión sugestivo, sugerente y lleno de matices poéticos, interpretado con magistral dominio del arte por María Dolores Pradera y por el propio Marsillach. La traducción en imágenes, realizada por Pedro Amalio López, fui a sí mismo dominante, tierna y encantadora.

## Lista de episodios[4]
- La vida: una situación difícil (emitido el 13-10-1962). Marsillach presenta la serie. Dice que quiere hablar de los momentos difíciles de la vida cotidiana y dramatiza con sketches algunos de esos momentos: el hombre que se cae en la calle y podría haber muerto al darse con la cabeza en un bordillo, el alumno que en un tribunal no se sabe la respuesta, el accidente que podía haber ocurrido porque, en la revisión del coche, el mecánico dejó mal un tornillo…

- El nacimiento y sus consecuencias (20-10-1962). Un padrino más preocupado por el nacimiento de su apadrinado que el propio padre, unas abuelas que discuten si el niño recién nacido se parece a la madre o al padre, un canciller y un mariscal pendientes de que la reina les dé un heredero varón… son algunas de las situaciones con las que Marsillach ilustra la primera situación difícil de la vida, el nacimiento: nacer hombre o mujer, noble o plebeyo, en 1906 o en 1963…
- El comisario (27-10-1972). Un comisario interroga a un hombre, Enrique, porque no ha acudido en ayuda de la novia, María, con la que sale desde hace tres años, la cual le llamaba por teléfono mientras él estaba con otra mujer, Elena. Enrique se justifica diciendo que estaba en esa situación difícil en la que una persona le tiene que decir a otra que ya no la quiere. Lamenta su comportamiento, pero se justifica con la premisa: “No se puede mover un dedo sin hacer daño a alguien”. Para su sorpresa, Elena hace lo mismo con él. Le deja por otro hombre sin saber que ese hombre es el comisario.
- Los celos de Ramón. Ramón vive en un pueblo y es un hombre que presume de conquistador. Sobre todo, presume de haber estado en Francia y allí haber tenido una gran aventura amorosa. Pero Ramón es un hombre muy celoso y trata a su mujer (Carmen Lozano) como un moro. Incluso la pone a prueba haciendo que un conocido, el farmacéutico, la pretenda. La cosa sale tan mal que Ramón casi mata a su mujer de un disparo. Es más, creyendo que la ha matado huye a Francia mientras su esposa, por fin, puede vivir en paz, esperando que el farmacéutico, que también salió huyendo, vuelva.
- Don Juan, este noviembre (25-5-1963). Estamos en la actualidad y Don Juan quiere dejar de ser Don Juan, quiere dejar de ser un seductor y de representar cada noviembre la historia de sus conquistas, pero otros personajes tratan de disuadirle. Solo una periodista muy joven y moderna cree que, en efecto, Don Juan es un mito. Las mujeres de ahora ya no se dejan burlar. A Don Juan eso le parece perfecto. Es lo que él quiere. Pero la pone a prueba y la periodista, que se llama Inés, cae a sus pies.
- Un homenaje. En el homenaje a Pepito Regúlez, un hombre importante, todo son alabanzas. Pero, en realidad, una serie de saltos en el tiempo nos revelan que nadie quería ir, que nadie soporta a Pepito, que los asistentes están allí porqué una serie de casualidades han hecho que acudan a decir mentiras sobre lo mucho que le admiran.
- La mujer de su vida. Raimundo (Adolfo Marsillach) está convencido de que el destino hace que los hombres y las mujeres se crucen en los lugares más cotidianos sin darse cuenta de que aquel otro es el amor de su vida. Pero él no está dispuesto a perder ese amor. Así que cuando se cruza con una chica que le llama la atención enseguida le pide el matrimonio. Pero una vez casados se llevan fatal. Hasta que ella muere. En lugar de aprender la lección, Raimundo vuelve hacer lo mismo con otra mujer, con la que también se casa, equivocadamente, y luego se muere. Y lo mismo hace con una tercera. Todas ellas se parecen mucho. Son como gemelas (interpretadas por María Toray). Incluso parece que habrá una cuarta esposa.
- Un caso clínico (1-12-1962). Un médico (Marsillach), equivocadamente, diagnostica la muerte a un paciente, un hombre de negocios que no entiende que pueda morirse con lo ocupado que está y la de cosas que tiene que hacer. Cuándo el médico se da cuenta de su error, intenta llamar al paciente. Pero la enfermera (Amparo Baró) le dice que no le diga nada. Ese hombre importante se puede enfadar y provocar el fin de su carrera. La enfermera le aconseja que le llame por teléfono y le diga que ha salido una medicina nueva que le puede curar. Pero, cuando llama, le dicen que esa misma mañana el paciente ha muerto.
- Domínguez, el recomendado. Domínguez, y antes su padre, es una persona que cree que para todo hace falta una recomendación: para nacer, para encontrar un buen instituto, para aprobar la carrera de Derecho, para encontrar un buen trabajo o una novia… Y trata de convencer a su amigo Marsillach de que haga lo mismo: que busque recomendaciones.
- El vagabundo. En un tribunal inglés un vagabundo (Marsillach) es llevado a juicio por robar en una tienda. Ha hecho lo mismo los dos últimos años porque quiere pasar los seis meses de invierno en la cárcel. Pero ahora, que se ha descubierto su plan, el juez le ofrece una condenan de 3 meses o bien una de 9 meses, es decir, pasa frío por salir antes o se pierde la primavera por salir más tarde.
- Lo que no se repite. En una reunión de amigos, un hombre manifiesta que es una pena que no se puedan revivir esos momentos felices que uno ha tenido en la vida. Todos están de acuerdo, pero para consolarle deciden recrear uno de esos momentos: el día que le pidió matrimonio a su mujer. Fue, además, un día en el que estaban todos, de modo que los invitados también pueden participar. Pero cuando llega el momento en el que pide a su entonces novia que se case con él, su esposa en lugar de decir “sí” dice “no”. Ahora que sabe el infierno que para ella ha sido su vida juntos no puede decir que “sí”. Debió casase con otro hombre que también ha participado en la repetición.
- El número premiado. Un hombre rico descubre que tiene tres décimos premiados de la lotería. Pero resulta que no encuentra los billetes. Cree que los tiene en un abrigo, en el forro roto de uno de los bolsillos, pero resulta que el abrigo, por ser ya muy viejo, su mujer se lo regaló a la criada, esta lo vendió, el vendedor se lo vendió a… Finalmente, recobran el abrigo tras pagar por él 15.000 pesetas a una familia muy pobre. Pero resulta que los décimos del abrigo no son los del número premiado. Así que con este lio solo ha ganado algo la familia pobre.
- Aquella Noche vieja de… Marsillach es invitado por un productor a una cena de disfraces el día de Nochevieja. Aparece vestido de pirata. Pero es el único con disfraz. No le advirtieron que, por muerte de un familiar, se decidió, en el último momento, anular el requisito del disfraz. En la fiesta es víctima de todo tipo de risas, bromas y confusiones. Pero también consigue enamorar a una chica.
- Un fenómeno del fútbol. Manolito es un jugador cuyo éxito se atribuyen su padre, su primer entrenador y, sobre todo, Don Cristóbal, presidente de un gran equipo de Madrid. Este último, a base de pedirle a Manolito todo tipo de sacrificios, le convierte en una estrella. Pero por problemas financieros del club, Don Cristóbal vende a Manolito a un equipo italiano y allí, sin la mentoría de Don Cristóbal, se echa a perder por el derroche en mujeres, vino y comida. Cuando regresa al club madrileño años después, lo hace sin forma y, por lo tanto, Don Cristóbal le condena al banquillo y a la pobreza.
- Mi novia Mercedes. Un hombre relata cómo se desmayó en el altar ante su novia porque estaba obsesionado con la idea de que se convertiría en una mujer gorda, aunque luego se casó con ella y la mató del hambre que la hizo pasar. Esto le ha generado un trauma de culpabilidad y ahora ya solo le gustan las mujeres gordas.
- La señorita Martínez (19-1-1963). Marsillach visita a una mujer solterona (Julia Caba) que le cuenta los amores fracasados o imposibles de su vida: su primer novio recién llegado de la guerra, que dejó embarazada a otra y tuvo que casarse, un hombre mayor, que luego descubrió que estaba casado, y ahora, cuando ella tiene cuarenta, un joven estudiante al que ayuda en sus estudios.
- El ilustre prócer. En el acto de homenaje a un médico eminente su viejo profesor de instituto nos cuenta que el prócer fue siempre un tonto. Solo su simpatía, la suerte de los tontos y la estupidez humana explican su éxito.
- Monsieur Briel, profesor de inglés. Un profesor (Marsillach), que además tiene la condición de ser noble, es acusado por un alumno de tener relaciones con una alumna (Teresa del Río). Alega que es falso y pide la expulsión del alumno del instituto. Como no ve satisfecha su petición, inicia un largo proceso legal en defensa de su honor que llega a ser noticia nacional. Incluso termina exiliándose en Inglaterra porque no se le da lo que pide. Pero, en realidad, sí tuvo amores con la alumna y todo lo ha hecho para preservar el honor de ella.
- Herminia y el escritor. Herminia (Maite Blanco) invita a su casa al escritor que admira (Marsillach). Se ha leído todas sus obras y quiere que le explique su origen. Cada novela ha sido fruto del amor a una mujer. Herminia se ofrece a ser su nueva musa, el último amor de su vida, pero solo manteniendo una relación platónica. Él se niega. Unos aplausos nos indican que lo anterior era una obra teatral.
- Historia para una noche de invierno. Marsillach, sentado al fuego una noche de invierno, nos cuenta una historia de misterio. Un día un grupo de amigos asisten a un número de hipnotismo. Uno de ellos, Alberto, dice que todo es un truco y para probárselo a los amigos, se presta voluntario, finge ser hipnotizado y no despertar, con lo que el hipnotizador se lleva un gran susto. El hipnotizador, Cagliostro, predice entonces que esa noche morirá el padre de Alberto. Este llama por teléfono inmediatamente a su padre y comprueba que está vivo. Años después Alberto descubre que es un hijo adoptado y que su padre, efectivamente, murió la noche que dijo Cagliostro.
- La circulación. El coche trasforma a los hombres y genera una guerra entre conductores y peatones. La prueba es Don Federico, un hombre pudiente, que corre más de lo debido, usa el coche para ligar, tiene accidentes que paga su seguro… y es estafado por el taller, que por ser rico y no saber nada de coches, se inventa todo tipo de arreglos.
- Un torero de salón. Marsillach es convencido por un amigo para que invierta en un joven torero que promete mucho. Pero hasta ese momento solo ha toreado en su casa con las sillas. El primer día que se enfrenta con un novillo sale asustado. A Marsillach se le ocurre entonces inventar el toreo sin toro, es decir, el toreo sin toro en el salón de las gentes ricas. El éxito es brutal y gana mucho dinero. Hasta que un día un toro de verdad se escapa de un camión y mata a su torero. O eso dice la leyenda.
- Los gamberros. Ricardito ha sido educado desde niño para ser un macho ibérico. En particular, se ha hecho famoso en todo el país por su capacidad para decir piropos. Pero a Marsillach este modelo de masculinidad le parece propio de gamberros.
- El balneario. En el 1890 un antepasado de Marsillach, también actor, acude a un balneario. Allí conoce a una baronesa (María Dolores Pradera) que muestra por él una gran atención. Resulta que es idéntico a su esposo, que murió a los tres años de matrimonio. El actor se enamora de la baronesa y trata de parecerse en todo al difunto marido. Pero cuando ella acepta su amor, aparece de repente su esposo. Resulta que ella está mal de la cabeza y lleva años haciéndose pasar por viuda y viendo en otros hombres a su marido. Aunque, en realidad, no está loca. Es el marido el que, como ha hecho con otras esposas, la quiere volver loca para quedarse con su dinero.
- Los padres y los hijos (20-4-1963). Un padre llama a su hijo para tener una conversación profunda con él. No quiere que tengan la relación autoritaria que el padre tuvo con su padre. Quieren que sean amigos y se cuenten todo. Entonces el hijo le dice que se va de casa. Quiere seguir la vida sin su tutela. Pero, aunque estén separados porque piensan de forma diferente y porque ya no van a vivir juntos, ambos se comprometen a quererse como padre e hijo.
- Nuestro amor de esta tarde (6-4-1963). Una pareja se conoce en un cine y pasan una tarde juntos. Acuden a las barracas de feria, toman juntos un té, bailan en una boîte... y se van a la misma casa porque, en realidad, es un matrimonio que lleva seis años casado y ha querido “volver a empezar”.
- Un premio literario (11-5-1963). Marsillach quiere ser escritor y piensa que la mejor forma de conseguirlo es ganar un premio literario. Pero un editor le dice que solo lo pueden ganar los que no saben escribir, pues que un escritor escriba una novela no es comparable a que lo haga, por ejemplo, un peón caminero. Este sí que se merece el premio. Entonces Marsillach decide hacer de negro de un viejo pastor analfabeto que hizo la guerra de Cuba, de un famoso jugador de futbol y hasta le roba a su novia el libro que ella ha escrito. Pero nada, con ninguno de los libros consigue el premio. Finalmente, un día aparece un taxista en su casa. Resulta que Marsillach dejó olvidado en su taxi el manuscrito de una novela y él la presentó a un premio y se lo han dado. Ahora le persiguen los periodistas y no sabe responder sus preguntas. Marsillach se ofrece ser su agente y ayudarle a cambio del 50% de los beneficios que dé la novela.
- Los matrimonios (27-4-1963). Un hombre llega a casa y su mujer le comunica que quiere separarse. A él no le parece mal porque tampoco es feliz. Pero tras confesarse sus mutuas frustraciones por el matrimonio, deciden darse una nueva oportunidad.
- El hombre, ese maniquí. Un hombre se levanta una mañana y descubre que la ciudad está muerta y las personas son maniquíes. Pese a esto, mantiene conversaciones con ellos: con la señora del puesto de periódicos, con la pareja que se sienta en el parque, con la gente que hace la cola del autobús, con los conductores, los niños, los militares… y con la mujer maniquí que se lleva a su casa para llevar juntos una vida de “hombres quietos”.
- La quimera del sol (23-3-1963). Un norteamericano que se pasa la vida en su tienda de comestibles en la América profunda es convencido por una clienta de que debe viajar al sur de Europa. Se decide por veranear en Palma de Mallorca y allí descubre el sol. De vuelta a Estados Unidos, su vida allí ya no le hace feliz. Dos años después, se decide a vender el negocio e instalarse en Mallorca a disfrutar de la vida con otros extranjeros que también han descubierto el sol de España.
- Los coloquios  (23-2-1963). Marsillach es invitado por unos jóvenes universitarios a dar un coloquio en un colegio mayor. Allí responde a las preguntas habituales sobre el teatro, la interpretación, su vida personal… Pero con estos jóvenes descubre que sus ideas, que creía rompedoras, ya no lo son tanto y lo peor es que le ven como un viejo, lo cual le preocupa.